# سجن سلحوب
سجن سلحوب هو أحد السجون الأردنية
يقع على مساحة واسعة لأحد أهم المرتفعات التي تقع شمالي العاصمة عمّان، يحمل اسم المنطقة التي تمثل أجمل المحميات البرية تم إنشاءة في عام 2010
فهذه القرية، والتي تشبه إلى حد بعيد «جبل قاسيون» الشهير في سوريا، بسبب ارتفاعها وإطلالتها تحتوي على واحدة من أهم الغابات الصنوبرية المعرضة للانقراض، تحولت إلى سجن سياحي من فئة خمسة نجوم، تم تخصيصه لكبار الشخصيات ورجال الأعمال الذين يتورطون في قضايا إجرامية.
الهضبة الشجرية التي كانت معروفة لدى أبناء المنطقة والمصطافين من مختلف المناطق الأردنية كمقصد سياحي قفز اسمها في محركات البحث الإلكترونية بين ليلة وضحاها عندما استقبل السجن الجديد فيها شخصيات نافذة أدانها القضاء الأردني على هامش ما عُرف بقضية مصفاة البترول، ومن بين هذه الشخصيات وزير سابق ومسؤول رفيع المستوى وأحد كبار رجالات الأعمال في الأردن، إضافة إلى المدير السابق لمصفاة البترول الأردنية، وهي إحدى الشركات العملاقة في البلاد.
ويأتي إيداع هذه الشخصيات إلى سجن سلحوب دون غيره في سياق قرار مركزي بتخصيص سجن من فئة خمس نجوم لكبار الشخصيات التي تقبع خلف القضبان لعزلهم عن بقية السجناء الآخرين تفادياً لتكرار ما حصل عندما تم تنفيذ عقوبة الحبس بحق مدير المخابرات السابق سميح البطيخي في سجن سواقة المركزي، واضطرت السلطات بعد ذلك لسجنه في أحد الفلل الخاصة تفادياً لاختلاطه بالسجناء، وإن كانت حراسات مشددة ومظاهر أمنية لافتة تطوق المساحة التي بُني عليها السجن إلا أنه وفق شهود عيان مزود بكاميرات خاصة تمكن إدارة السجن من الرقابة على نزلائه من الداخل والخارج.
وعلى الرغم من تأكيد الأجهزة الشرطية أن سلحوب لا يختلف عن السجون الأخرى من حيث الامتيازات المقدمة للنزلاء إلا أن شهود عيان أكدوا أن السجن عبارة عن فلل مستقلة كل واحدة منها مخصصة لشخصين وفيه صالة استقبال وتطل على حديقة جميلة.
وبحسب الناطق الرسمي باسم الشرطة الأردنية محمد الخطيب فإن «سلحوب يتسع لـ60 شخصاً فقط»، في حين لا يقل عدد النزلاء في السجون الأخرى عن 1000 سجين تتنوع خلفياتهم الإجرامية.
وقد تم تصميم السجن بما يجمع بين الاعتبارات الأمنية ومظاهر الرفاهية التي تحاكي فنادق الخمسة نجوم من الديكورات وتصاميم الغرف والمنشآت الترفيهية الأخرى، وتراعي الاعتبارات العصرية إلا أنها في الوقت نفسه تنسجم مع القوانين الدولية والمحلية الخاصة بالسجون ومراكز الإصلاح ومحاط بسياج كهربائي بالداخل والمحيط ويحظى بحراسات مشددة وفقاً لأرفع التقنيات، فيما تعاني السجون الأردنية من زيادة في الطاقة الاستيعابية وتراجع الخدمات الصحية ومحدودية وسائل التسلية والترفيه وانعدامها في بعضها.
وقد تحولت السجون الأردنية خلال العامين الماضيين إلى مادة دسمة لوسائل الإعلام بسبب الاضطرابات والاحتجاجات التي اشتعلت فيها احتجاجاً على سوء الأوضاع.
وتفيد المعلومات بأن سجن سلحوب أنشئ قبل عدة سنوات ليكون مقراً لشخصيات مهمة على مستوى الإقليم خصوصاً إبان الحرب الأمريكية على العراق.
إلا أن حسابات محلية حالت دون استخدام السجن كمعتقل سياسي فتم اتخاذ قرار بتخصيصه للسجناء الكبار القادرين على تسديد نفقات الرفاهية التي تتطلبها الإقامة في هذا السجن، خصوصاً أنه يقدم خدمات فندقية لنزلائه بما فيها اختيار نوعية الطعام والشراب التي يريدونها. وبنفس الوقت فإن الإقامة في «سلحوب» تكفيهم مغبة الاختلاط بكبار المجرمين في بقية السجون الأردنية الذين ربما يشكلون خطراً عليهم.
وحرص الناطق الرسمي باسم الشرطة على التأكيد أن الإقامة في هذا السجن مجانية ولا يترتب عليها أي امتيازات، وإن النزلاء يحصلون على ثلاث وجبات مثل بقية السجون الأردنية، وأن تحديد السجن الذي تنفذ فيه العقوبة هو من اختصاص الأجهزة القضائية وفي بعض الأحيان تتحكم إدارة السجون بنقل أي سجين من سجن لآخر.
وتأتي تأكيدات الشرطة على مجانية السجن في ظل شائعات محلية سرت بأن الإقامة في هذا السجن السياحي تكلف حوالي 200 دولار يومياً.
ويبلغ عدد السجون المحلية 10 سجون وتأوي أكثر من 7500 سجين وموقوف على ذمة قضايا جرمية منظورة أمام المحاكم الأردنية، وتؤكد المنظمات الدولية تعرض بعض هؤلاء للتعذيب والمعاملة اللاإنسانية. لكن «سلحوب» مصمم ومؤسس على ضمان السلامة الشخصية للنزلاء الذين يتقرر إيداعهم فيه بالتعاون مع وكلائهم القانونيين.
فالإقامة في «سلحوب» ليست قراراً تنفيذياً بقدر ما هو قرار سياسي بسبب الكلفة الناجمة عن التشغيل، إضافة إلى ذلك فإن السجن يدار من قبل فريق متخصص تم تدريبه وفق أحدث المستويات سواء من الناحية الفندقية والاحتراف الأمني.
ويبدو أن افتتاح سجن سلحوب وإيداع تلك الشخصيات هي رسالة سياسية في إطار الحملة التي أعلنتها الحكومة لمحاربة الفساد خصوصاً بعد أن أعلنت عن حرب لا هوادة فيها لمحاربة الفاسدين، وعينت واحداً من أكثر ضباط المخابرات السابقين احترافاً مكافحة الفساد، وسميح بينو كمدير لدائرة مكافحة الفساد.
وقبل فترة وجيزة أحالت هذه الدائرة قضية شركة موارد للتحقيق في اختلاسات مالية تصل إلى ملايين الدولارات بضمانات حكومية، ما يثير التكهنات بفتح العديد من الملفات مثل الاختلاسات التي تكشّفت في العديد من الوزارات، وظاهرة الجمع بين المال والبزنس في مشاريع حيوية للدولة، وتجاوز كل المحرّمات الإدارية فيها، إلى قضايا أخرى لم تدخل إلى الجدل الإعلامي، والإثراء الفاحش الذي أصاب مسؤولين سابقين، ما يعني أن هنالك شخصيات أخرى سيطالها القانون لتستقر في هذا السجن «الفاخر» 
```
وفي يوم 9-1-2-2012 وافق وزير الداخلية محمد سليمان الرعود على تنسيب مدير الأمن العام الفريق أول الركن حسين هزاع المجالي لإغلاق سجن سلحوب ووصل بلاغ الوزير لمدير الأمن.
```

```
حيث أن السجن سيتم إغلاقه خلال أيام قد تأخذ الفترة من أسبوع لأسبوعين حتى تنتهي الإجراءات الإدارية واللوجستية.
```

والمحت إلى أنه سيتم توزيع السجناء فيه على سجون المملكة حسب التهم الموجهة للنزلاء، في حين ذكرت أن عدد النزلاء لا يتجاوز العشرة أشخاص.
وبينت المصادر إلى أن مديرية الأمن العام تدرس حالياً فكرة تحويل سجن سلحوب لنادٍ للضباط.
ويحظى سجن سلحوب باهتمام بالغ وانتقاد من قبل المواطنين باعتباره سجن ترفيهي لكبار الشخصيات التي حكم عليها في قضايا فساد، وقد ذاع صيته بعد أن سُجن في داخله عدد من المحكوم عليهم في قضية عطاء توسعة مصفاة البترول.